# Lepiota erminea
Lepiota erminea (Elias Magnus Fries, 1821 ex Paul Kummer, 1871), sin. Lepiota alba (Giacomo Bresadola, 1881 ex Pier Andrea Saccardo, 1887), din încrengătura Basidiomycota,  în familia Agaricaceae și de genul Lepiota este o specie nu prea răspândită de ciuperci necomestibile saprofite ce descompun materia organică moartă. O denumire populară nu este cunoscută. Bureții trăiesc în România, Basarabia și Bucovina de Nord solitar sau în grupuri mai mici preponderent în pădurile de foioase și mixte precum la marginea lor, dar, de asemenea, pe pajiști. Se dezvoltă de la câmpie la munte din (august) septembrie până în noiembrie.

## Taxonomie

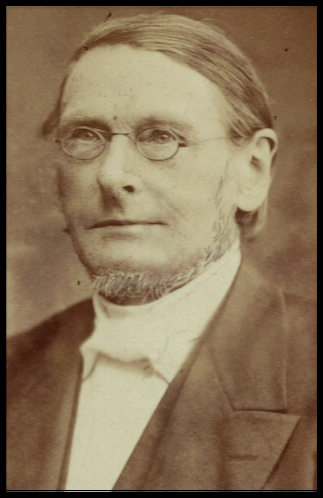
P. Kummer

Numele binomial Agaricus ermineus a fost determinat de renumitul savant suedez Elias Magnus Fries în volumul 1 al trilogiei sale Systema Mycologicum din anul 1821. și transferat la genul Lepiota sub păstrarea epitetului de renumitul micolog german Paul Kummer, de verificat în marea sa operă Der Führer in die Pilzkunde: Anleitung zum methodischen, leichten und sicheren Bestimmen der in Deutschland vorkommenden Pilze mit Ausnahme der Schimmel- und allzu winzigen Schleim- und Kern-Pilzchen din 1871, fiind numele curent valabil (2021).
Trebuie menționat, că denumirea micologului italian Pier Andrea Saccardo din 1887, anume Lepiota alba (bazată pe taxonul lui Giacomo Bresadola din 1881), de verificat în volumul 5 al marii sale lucrări Sylloge fungorum omnium husque cognitorum, mai este aplicată în unele cărți micologice.
Toți ceilalți taxoni sunt acceptați sinonim, inclus variația Lepiota clypeolaria var. alba a lui Giacomo Bresadola din 1881 și cea a lui Marcel Bon, anume Lepiota alba f. silvatica din 1993.
Epitetul specific se trage din diminutivul cuvântului de limba germană înaltă veche (germană harmo=nevăstuică), anume germană harmil(in)= hermină), datorită aspectului cuticulei.

## Descriere

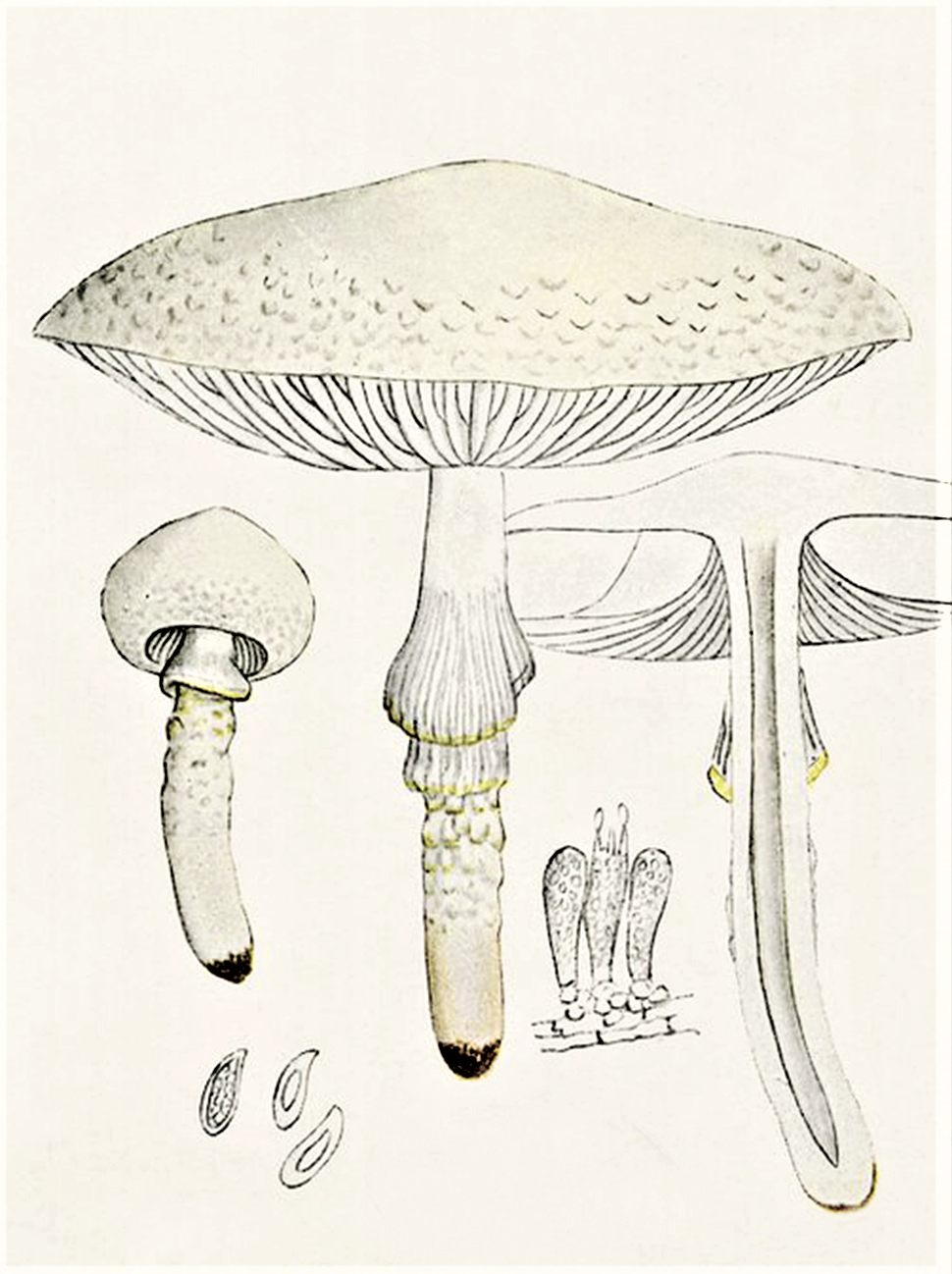
Bres.: Lepiota clypeolaria var. alba

- Pălăria: are un diametru de 3-7 cm, este convexă sau în formă de clopot la început, devenind cu avansarea în vârstă larg convexă până aproape aplatizată, uneori cu o aluzie de cocoașă lată și turtită în centru. Cuticula uscată este spre mijloc slab solzoasă sau granulară, iar mătăsos-fibroasă spre marginea fin flocoasă cu aspect zimțos. Coloritul alb prezintă nuanțe palid-gălbuie până deschis maronii spre centru.
- Lamelele: sunt sfărâmicioase, albe, subțiri, destul de dese, ușor bulboase, cu lameluțe intercalate și uneori bifurcate, fiind slab aderate la picior sau libere.
- Piciorul: de culoare albă dezvoltă o lungime de 4-8 cm, având un diametru de  0,5-1 cm, este fragil și gol pe interior, puțin dilatat la baza ocazional cu nuanțe maronii precum ușor separabil de pălărie. Poartă un inel neted, neremarcabil și nepersistent, fiind în sus de acesta glabru, iar sub manșetă flocos pricinuit resturilor de văl, ce-i conferă un aspect flocos-lânos. Înrădăcinează cu un miceliu alb.
- Carnea: este subțire, moale, albă care nu se decolorează după tăiere, având un miros slab de pepene verde și un gust blând, puțin de ridiche.[3][4]
- Caracteristici microscopice: are spori netezi, ovoidal-elipsoidali cu un vârf rotunjit și celălalt apiculat cu o depresiune ilară, hialini (translucizi), dextrinoizi, cu o picătură uleioasă în centru, având o mărime de 9,5-15,7 x 4,7-7,6 microni. Amprenta lor este albă. Basidiile clavate au o dimensiune de (22) 25-32 (35) x (7,5) 8-10 (12) microni.

Cheilocistidele (elemente sterile situate pe muchia lamelor) de 20- 30 (35,5) x (3,5) 5- (10) 11,5 microni, clavate și cu pereți subțiri sunt numai greu de diferențiat de basidii. Pleurocistide (elemente sterile situate în himenul de pe fețele lamelor) lipsesc. Pileocistidele (elemente sterile de pe suprafața pălăriei) cu cleme constau dintr-un strat împletit de hife cilindrice late de 5-10 µm și hialine până slab ocru în KOH, fiind cilindrice și umflate spre vârf.
- Reacții chimice: Buretele se colorează cu anilină după 5 minute rozaliu, devenind mai târziu roșu ca cărămida și cuticula cu hidroxid de potasiu gălbui.[13]

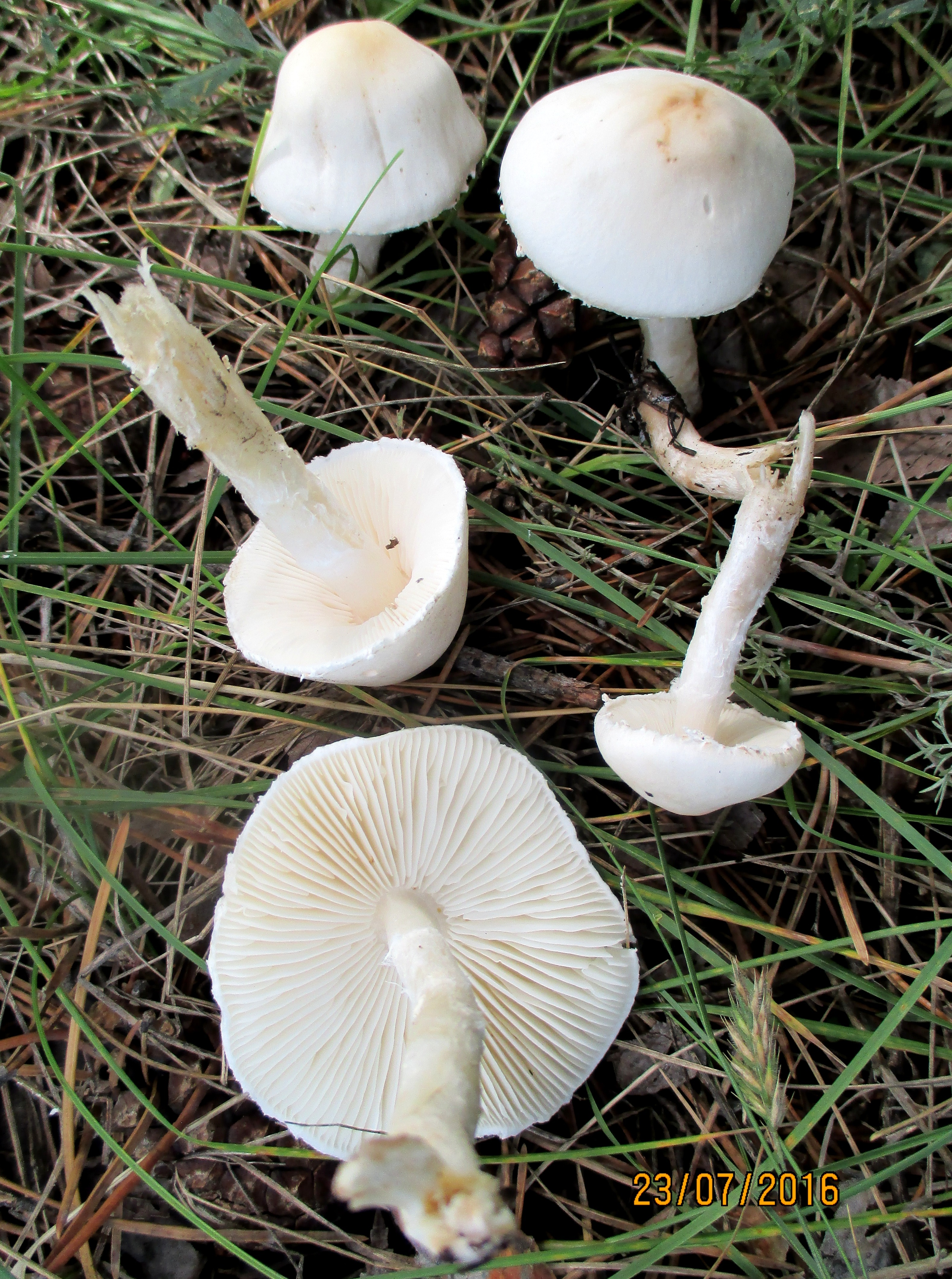
L. erminea în diverse stadii: pălărie, lamele și picior

## Confuzii
Specia poate fi confundată de exemplu cu: Cystoderma carcharias (necomestibil), Cystodermella ambrosii (comestibilă, fără miros) + imagini, Cystolepiota sistrata (otrăvitoare), Entoloma queletii (necomestibil), Entoloma sericellum (necomestibil, fără valoare culinară), Lepiota clypeolaria (otrăvitoare), Lepiota cristata (otrăvitoare), Lepiota felina (otrăvitoare), Lepiota lilacea (otrăvitoare), Lepiota oreadiformis (otrăvitoare), Lepiota subincarnata (letală), Leucoagaricus barssii sin. Leucoagaricus macrorhizus (necomestibil), Leucoagaricus leucothites sin. Lepiota naucina (comestibil, mai mare) și Volvariella taylorii (necomestibilă).

## Specii asemănătoare în imagini

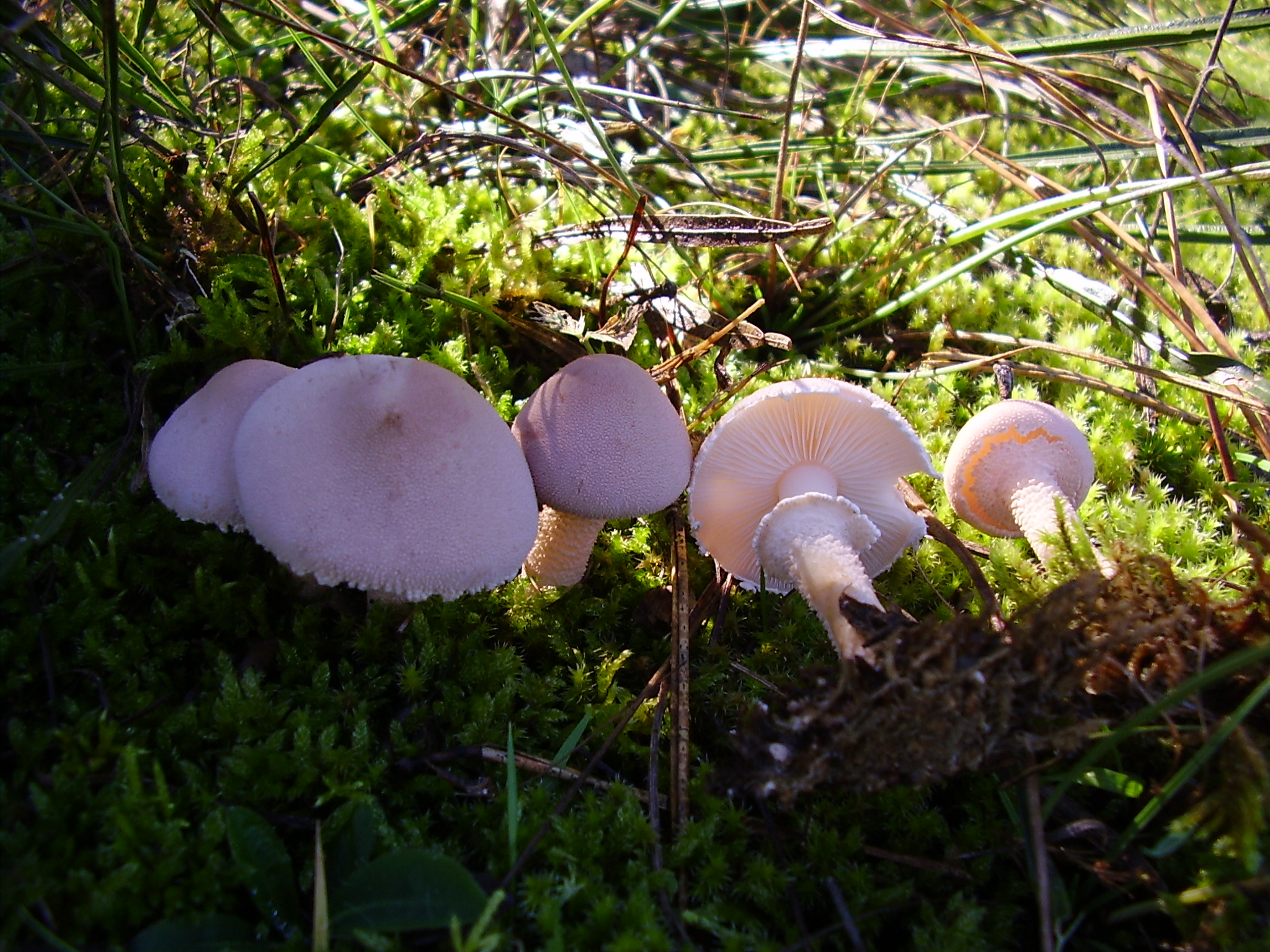
!Cystoderma carcharias!
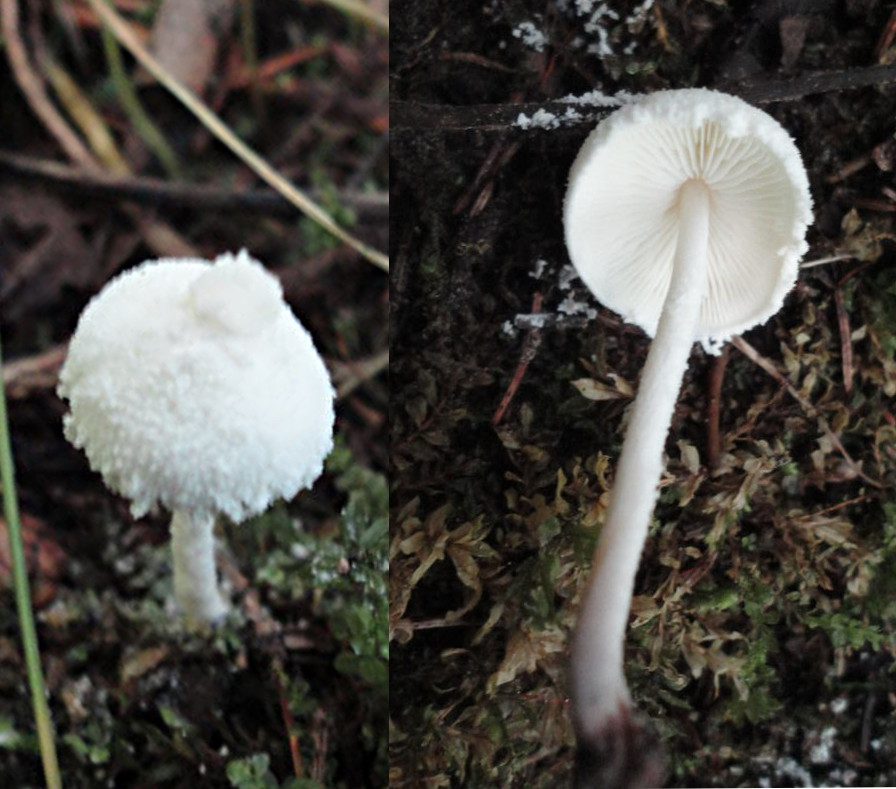
!!Cystolepiota sistrata!!
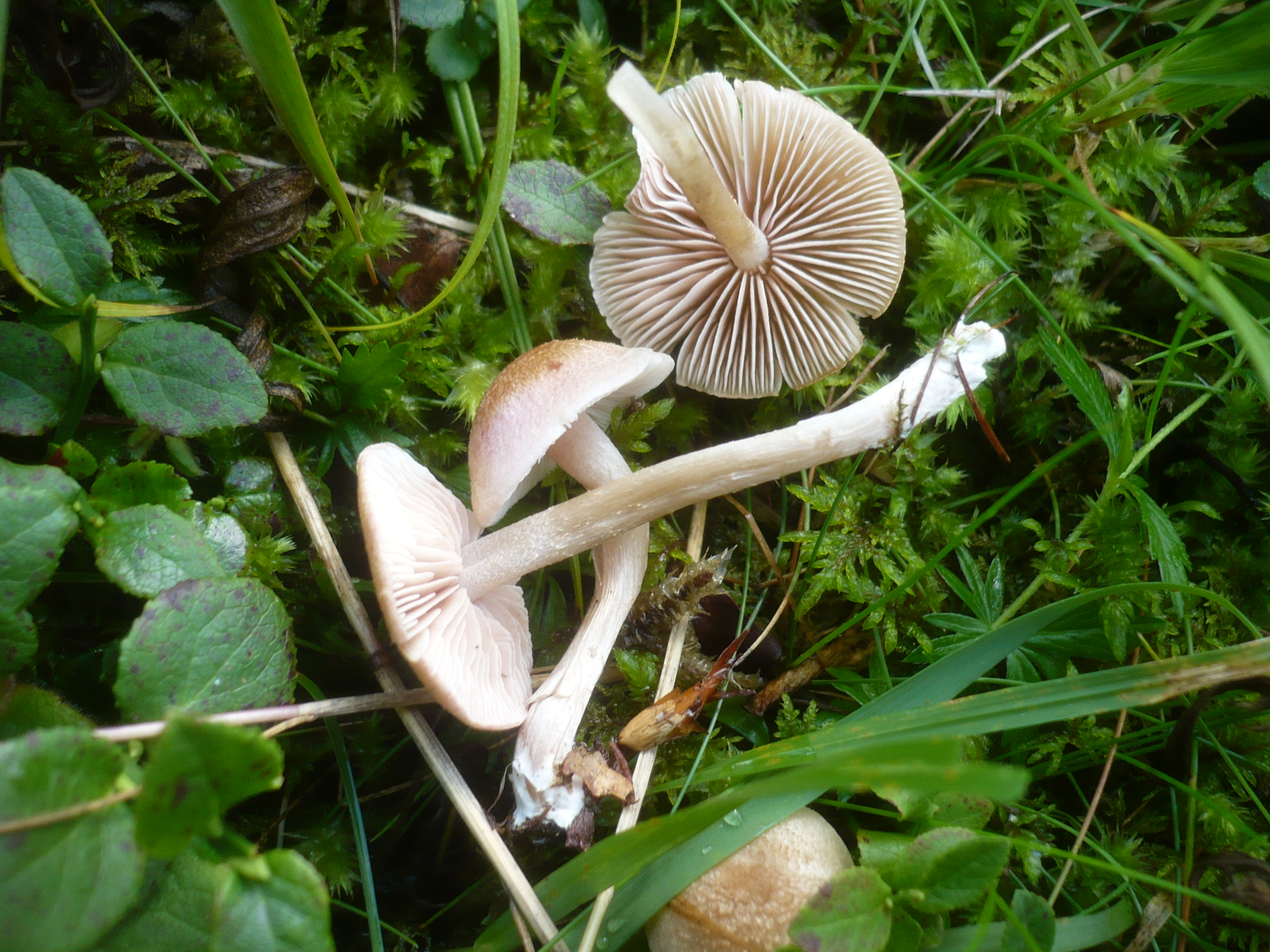
!Entoloma queletii!
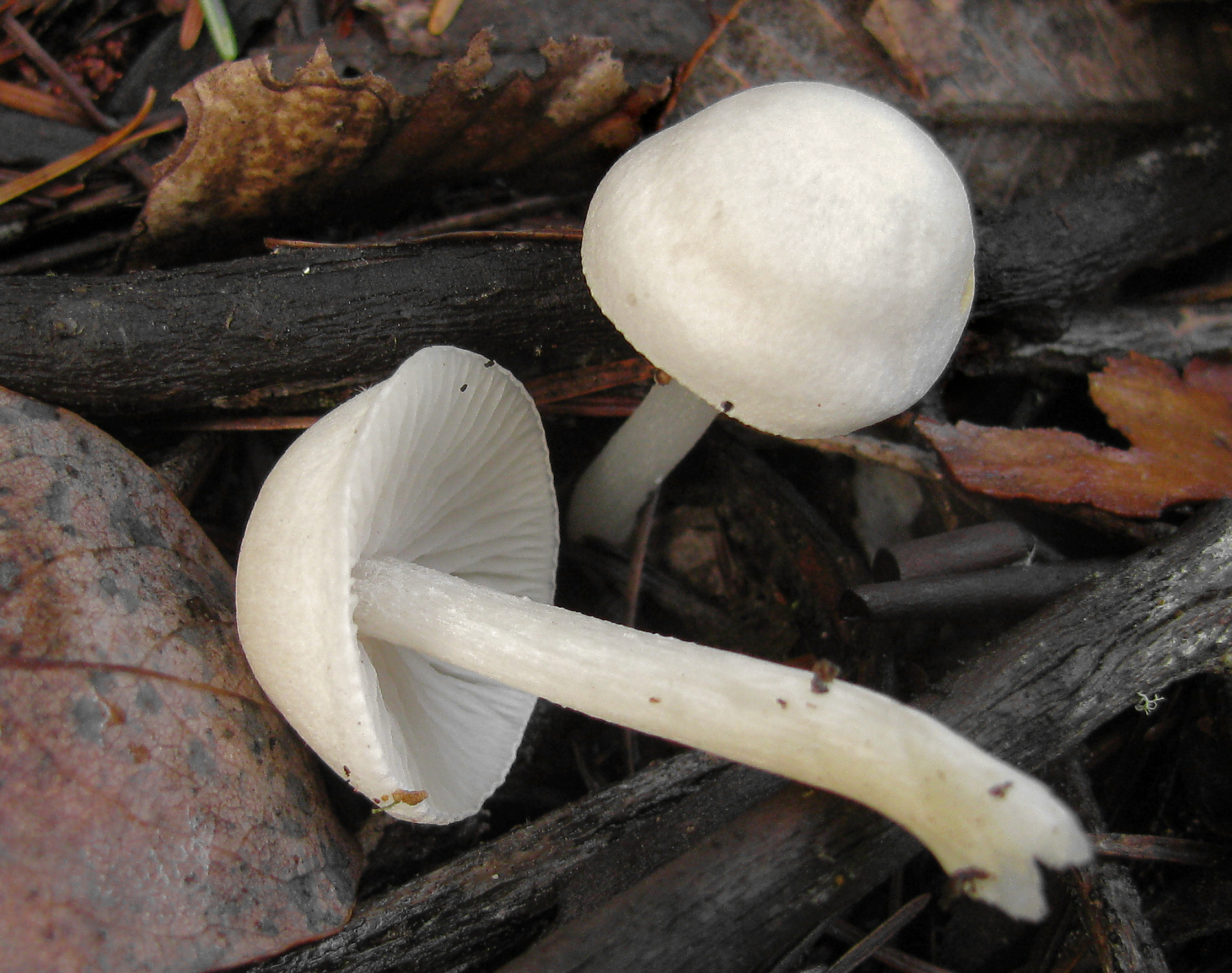
!Entoloma sericellum!
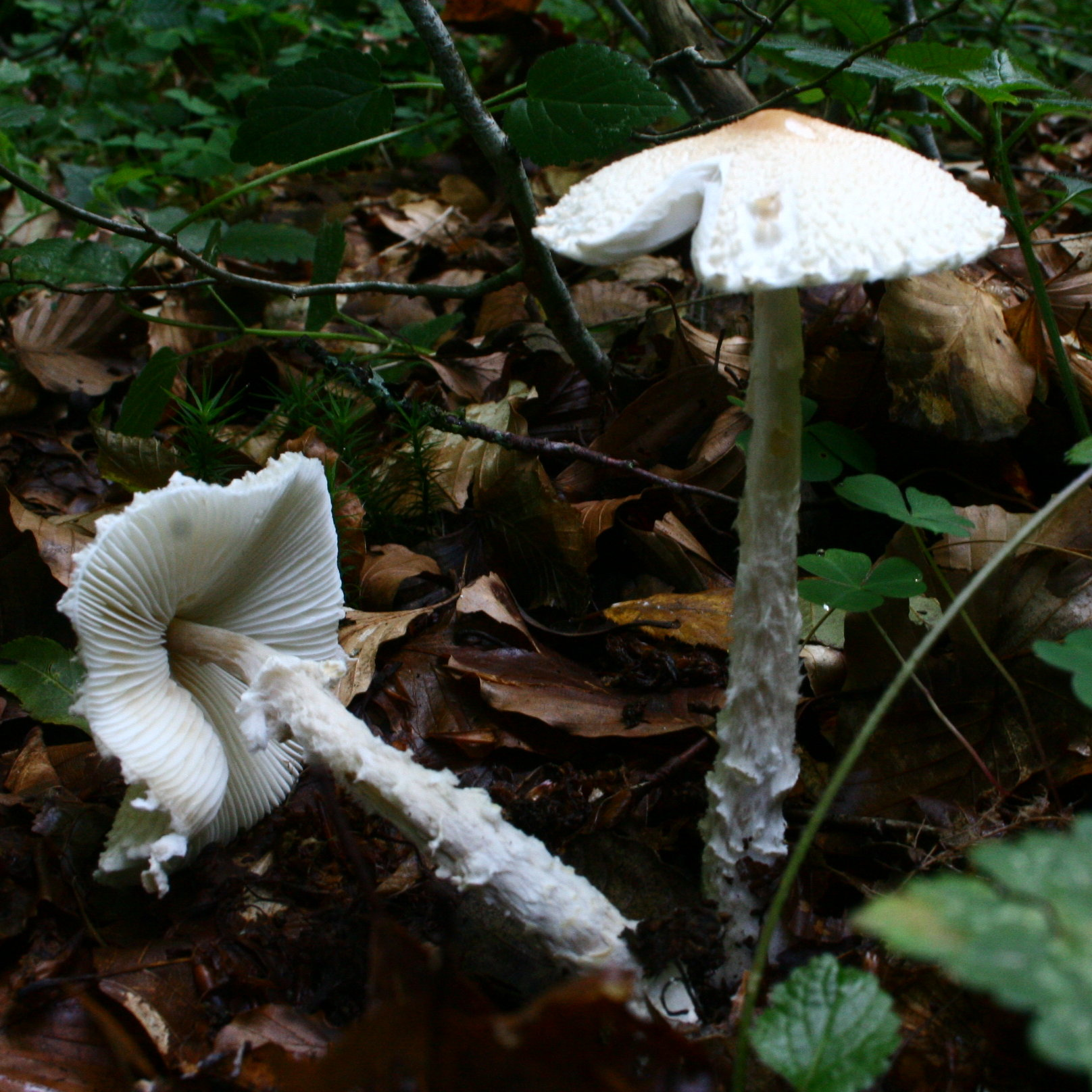
!!Lepiota clypeolaria!!
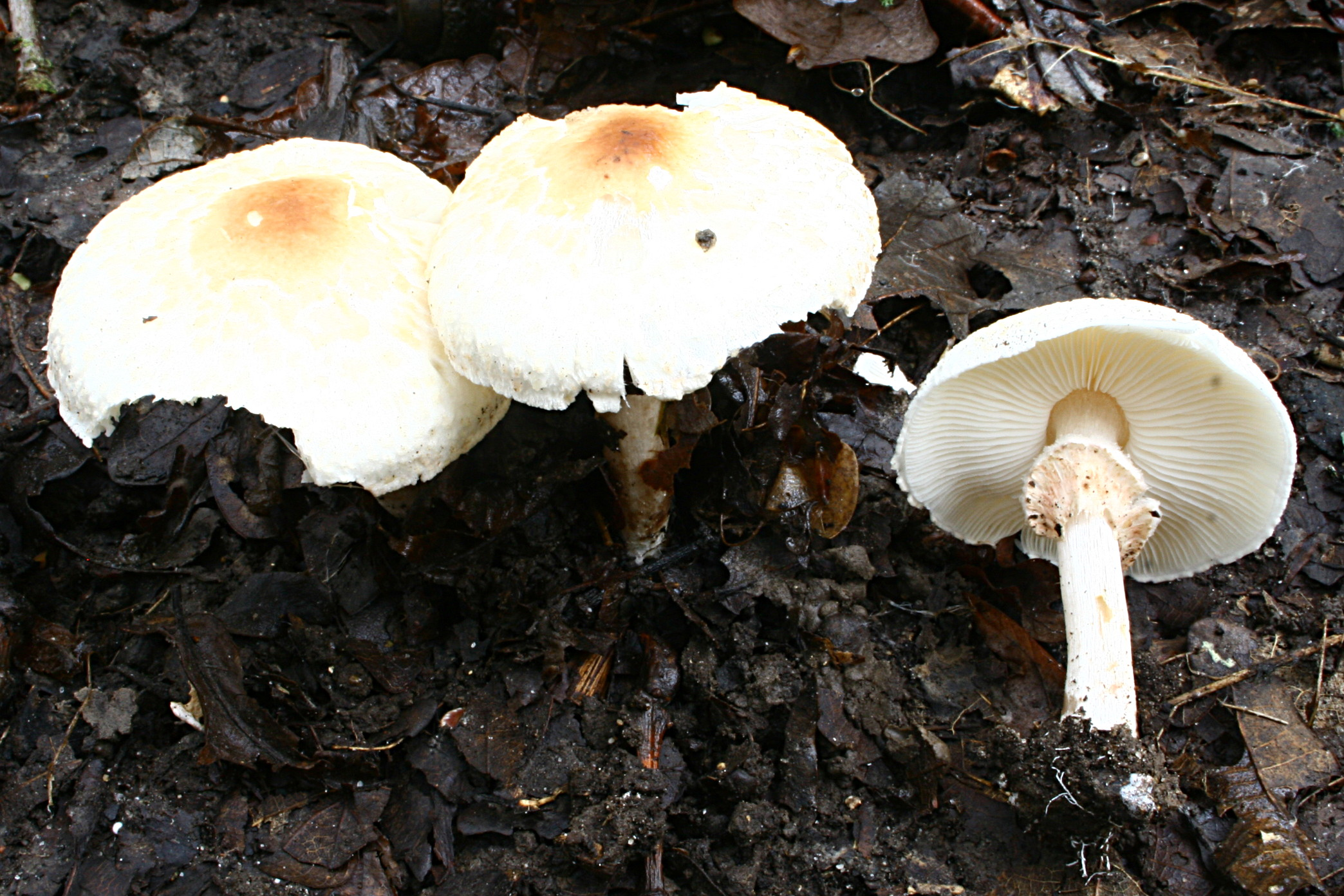
!!Lepiota cristata!!
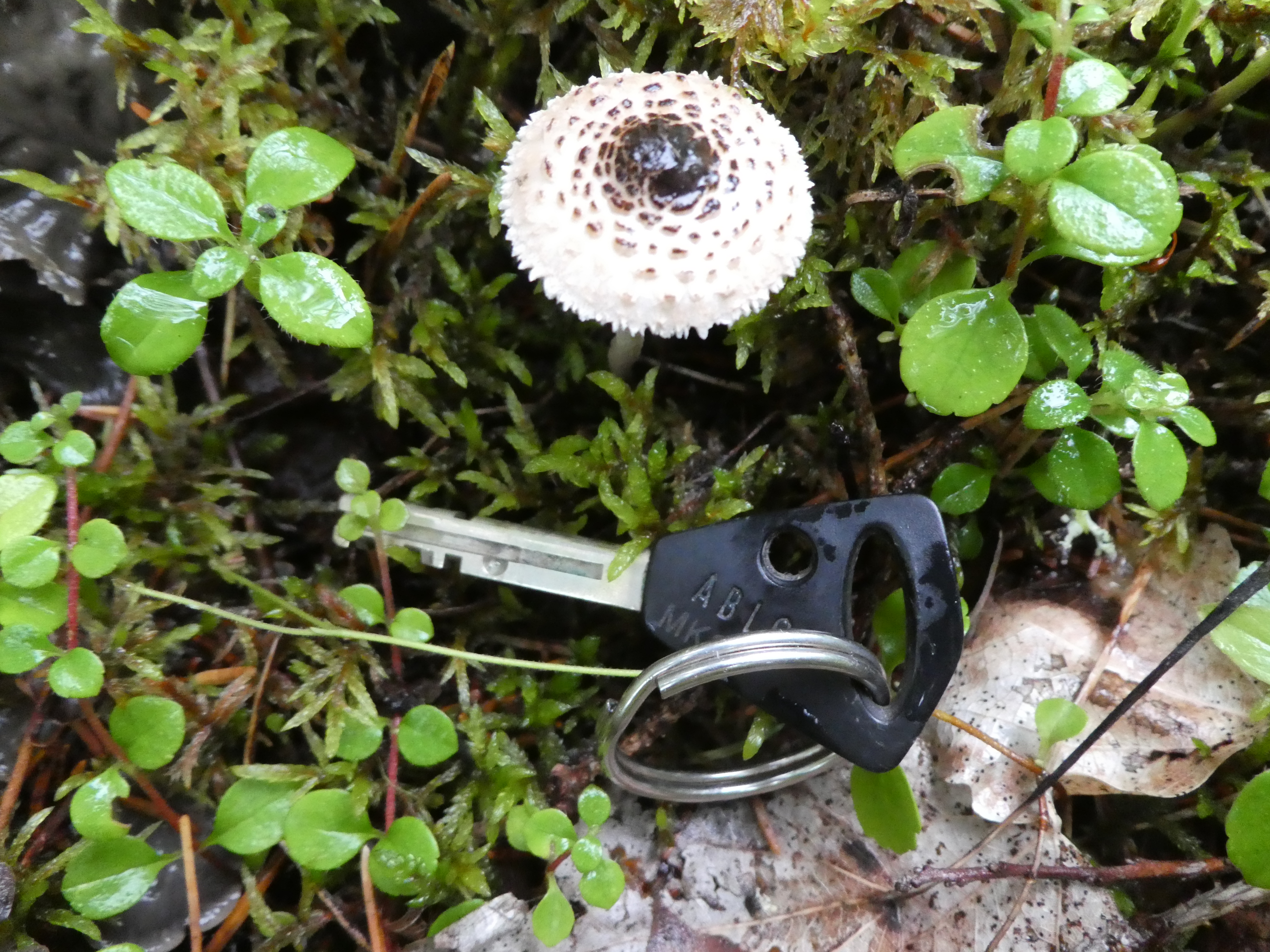
!!Lepiota felina!!

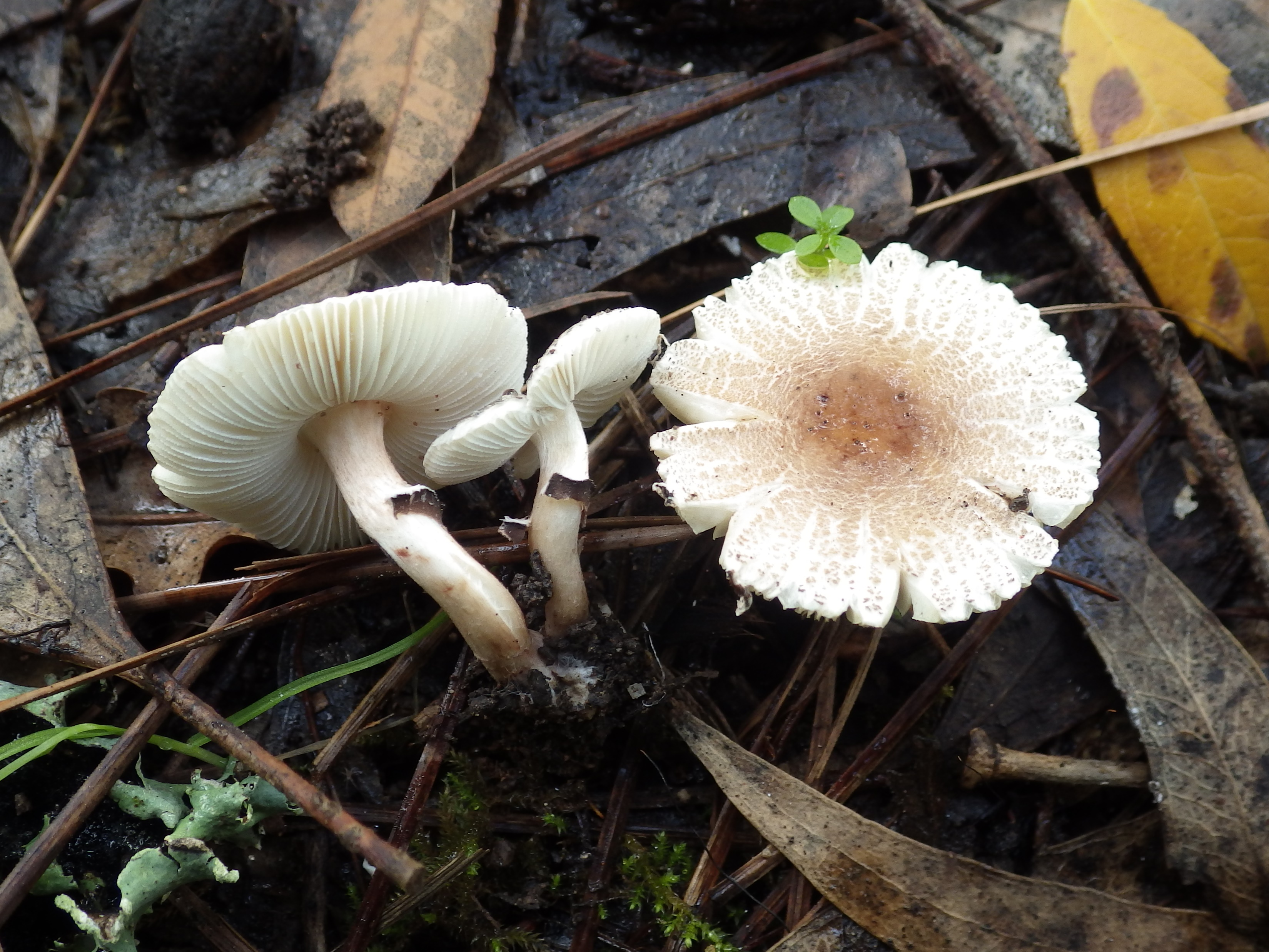
!!Lepiota lilacea!!
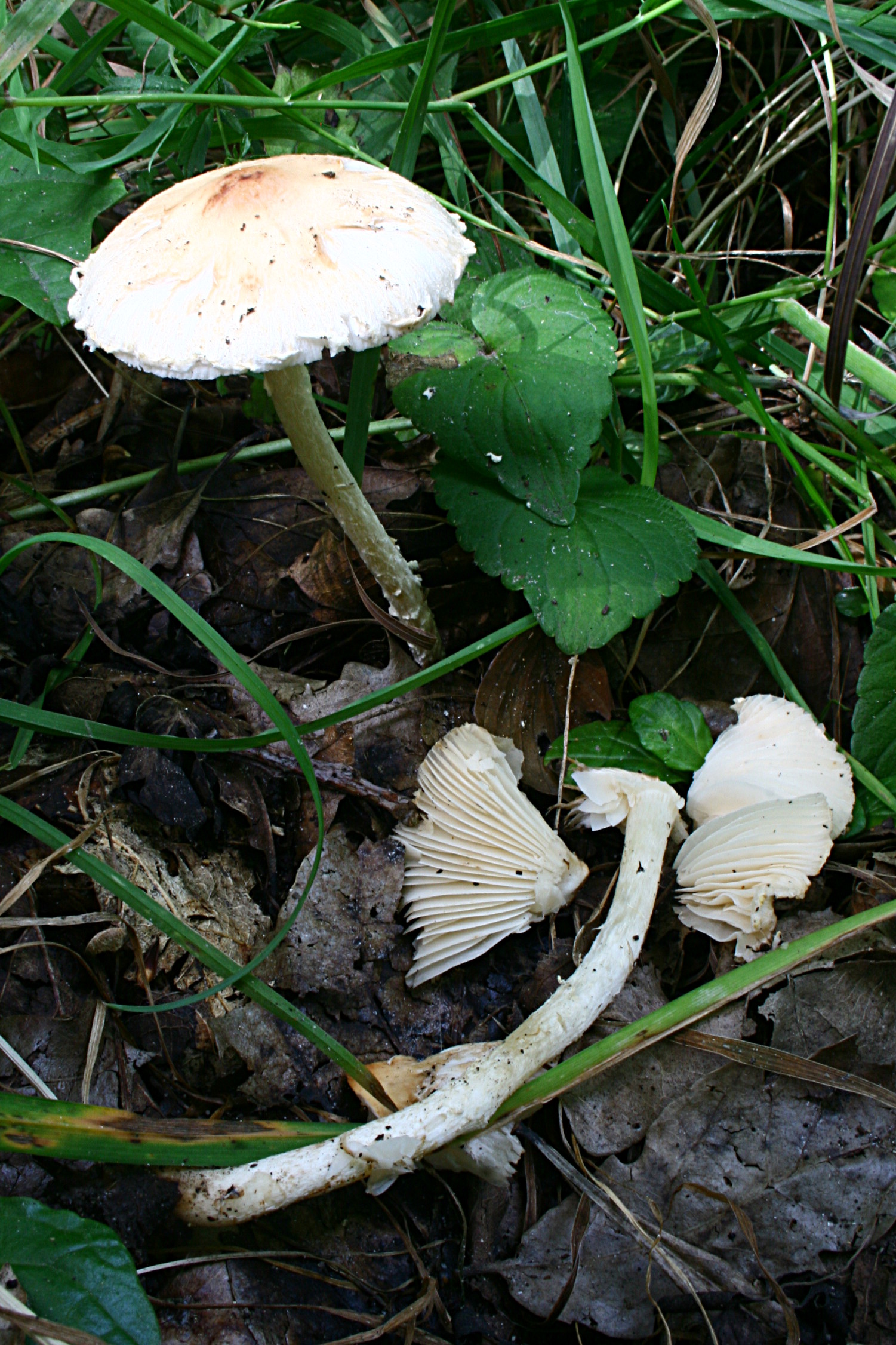
!!Lepiota oreadiformis!!
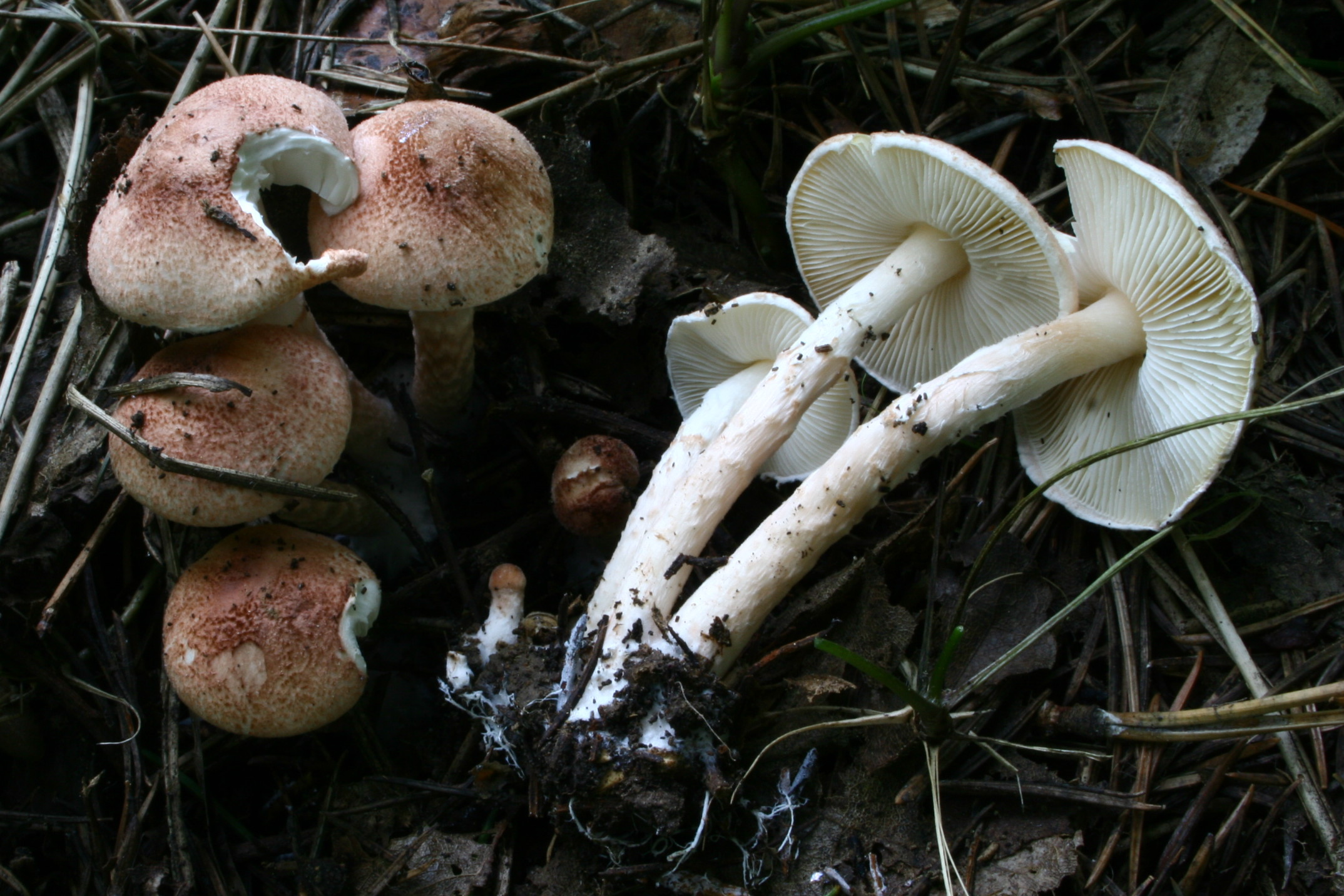
!!!Lepiota subincarnata!!!
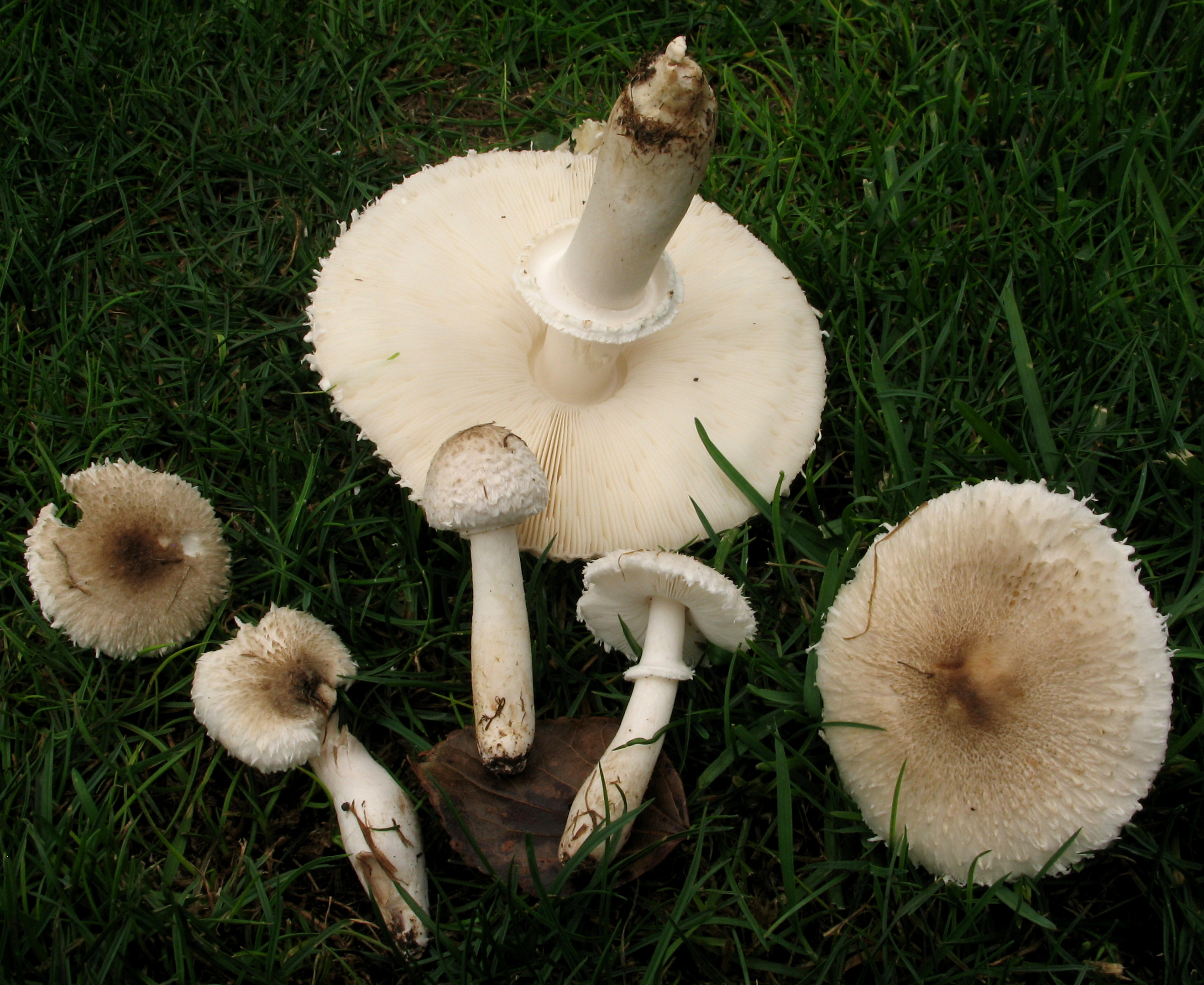
!Leucoagaricus barssii!
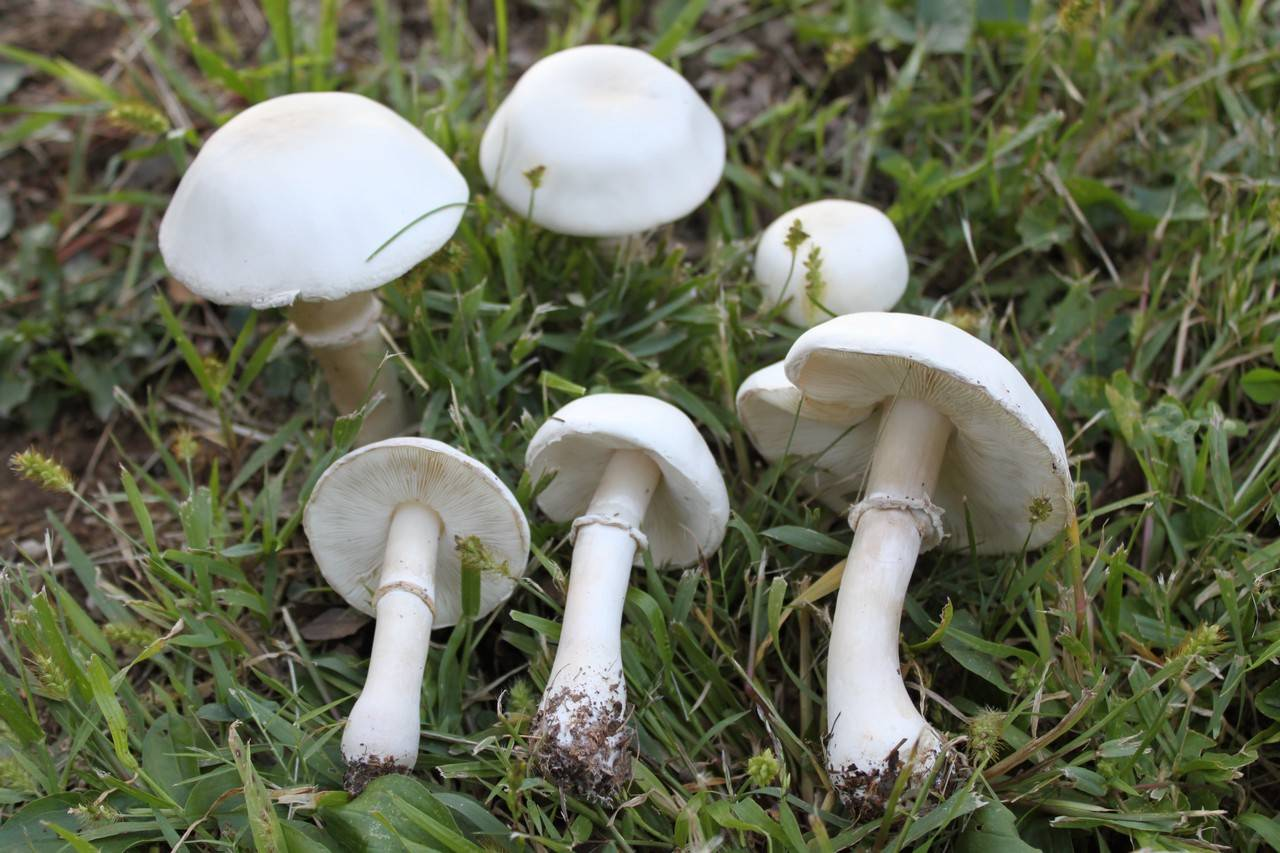
Leucoagaricus leucothites
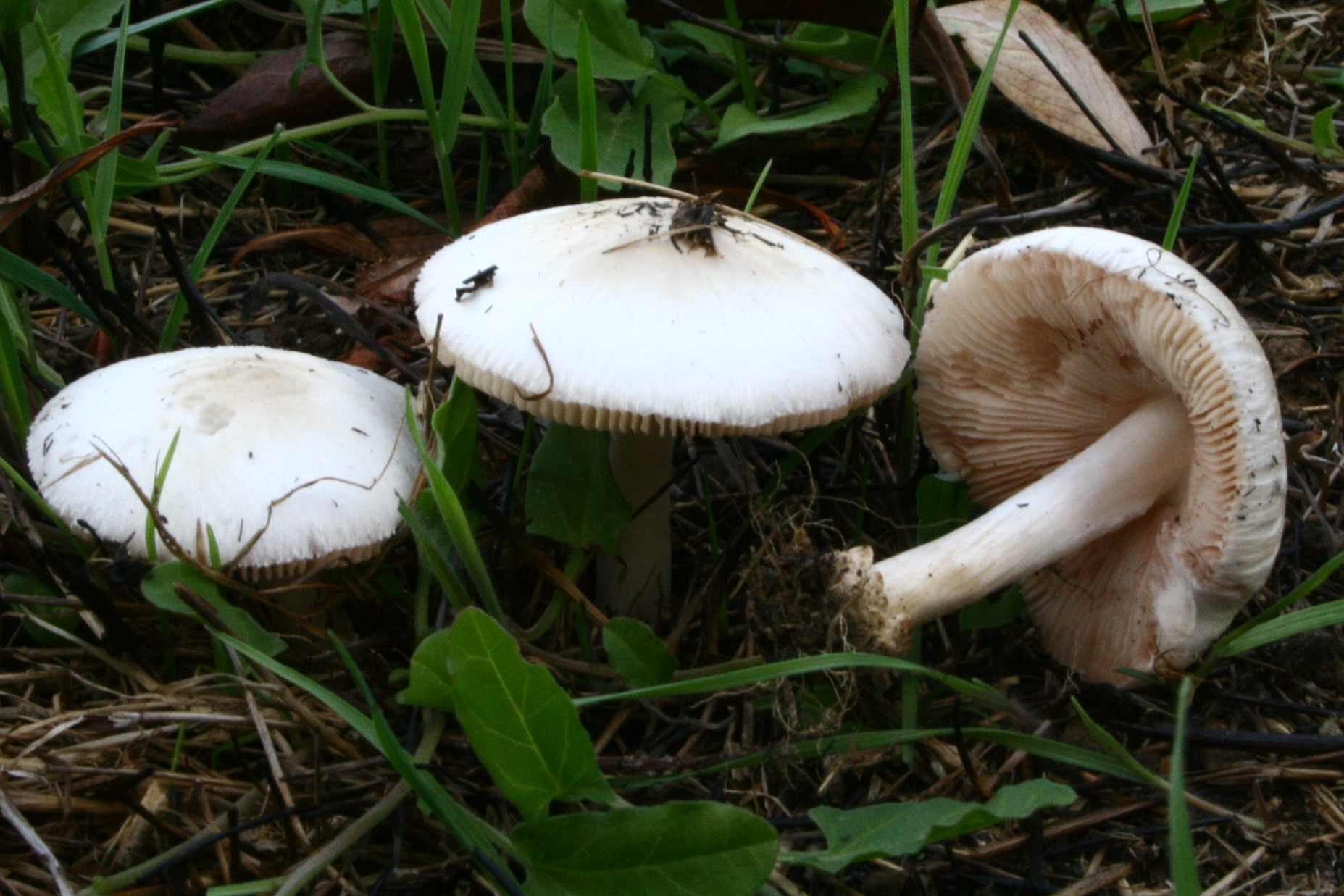
!Volvariella taylorii!

## Valorificare
În genul Lepiota există numai câteva ciuperci comestibile, mai mult, unele dintre ele conțin amanitină și pot fi mortal otrăvitoare. Probabil de aceea, și calitatea acestei ciuperci care ar putea fi una din cele puține comestibile ale acestui gen, este interpretată în mod diferit în literatura micologică: ori „necomestibilă”, ori „suspectă”, cu toate că acest soi nu conține amanitină și pare să fie consumat în Japonia și China. Totuși: ingerarea speciei este de evitat.